# Трясина (Секретные материалы)
«Трясина» (англ. «Quagmire») — 22-й эпизод 3-го сезона сериала «Секретные материалы», главные герои которого — Фокс Малдер (Дэвид Духовны) и Дана Скалли (Джиллиан Андерсон), агенты ФБР, расследующие сложно поддающиеся научному объяснению преступления, называемые «Секретными материалами». В данном эпизоде Малдер и Скалли расследуют череду смертей близ одного из озёр в штате Джорджия, где, по мнению жителей близлежащих территорий, живёт монстр, называемый Биг-Блу, по описаниям похожий на Лох-несское чудовище. Эпизод принадлежит к типу «монстр недели» и никак не связан с основной «мифологией сериала», заданной в первой серии.
Премьера состоялась 3 мая 1996 года на телеканале FOX. В США серия получила рейтинг домохозяйств Нильсена, равный 10,2, который означает, что в день выхода серию посмотрели 16 миллионов человек.

## Сюжет
В Блу-Ридж, штат Джорджия, биолог Пол Фаррадей и федеральный инспектор Уильям Бэйли спорят на берегу озера по поводу уменьшающейся популяции лягушек. Рассерженный Фаррадей уходит, тогда как Бэйли идёт искать потерянный пейджер, но подвергается атаке неизвестного существа, которое утаскивает его под воду.
Малдер и Скалли, поднятая в спешке и вынужденная взять своего шпица Квиквега, едут расследовать пропажу Бэйли. Малдер сообщает Скалли об исчезновении лидера бойскаутского отряда на этом же озере несколькими днями ранее. Заблудившись, агенты заезжают в местный магазинчик «У Теда», торгующий среди прочего товарами, эксплуатирующими интерес к загадочному монстру Биг-Блю (англ. Большой синий). В это время местный рыбак случайно вытягивает из озера наполовину съеденное тело пропавшего лидера бойскаутов.
Поздним вечером Тед, владелец магазинчика, оставляет следы на берегу, имитирующие следы монстра, но подвергается атаке неизвестного животного и погибает. Малдер хочет закрыть озеро от публики, но натыкается на отказ шерифа, не верящего в существование монстра. Параллельно этому двое подростков (ранее появлявшиеся в эпизоде «Война копрофагов») на пристани пытаются достигнуть наркотического опьянения, облизывая спинки лягушек, когда их товарища, плавающего в озере с аквалангом, атакует неизвестное существо, оторвав ему голову. Скалли не верит в существование монстра, считая, что аквалангисту отрезало голову винтом моторной лодки. Очередной жертвой неизвестного животного становится фотограф Ансел, который перед смертью успевает сделать несколько малопонятных снимков. Поздно вечером Скалли идёт выгуливать Квиквега, но собака убегает в лес, где становится чьей-то жертвой. Малдер делает вывод, что существо мигрировало ближе к берегу.
Агенты берут напрокат судно, но терпят крушение, налетев на камни. Не видя ничего в темноте, они решают переждать ночь на камнях. Как оказывается позже, они все время находились очень близко к берегу, и их длительный философский разговор привлекает внимание доктора Фаррадея. Малдер выдвигает теорию, что озерный монстр стал причиной гибели лягушек, но из-за сокращения их популяции стал вынужден искать источник еды ближе к берегу. Через некоторое время жертвой атаки становится Фаррадей, но выживает. Малдер бросается в лес на поиски монстра и после недолгих поисков ему удаётся застрелить то, что оказывается крупным аллигатором. Когда агенты той же ночью покидают Блю-Ридж, из озера всплывает похожее на плезиозавра существо и, оставшись незамеченным, опять исчезает в воде.

## Производство

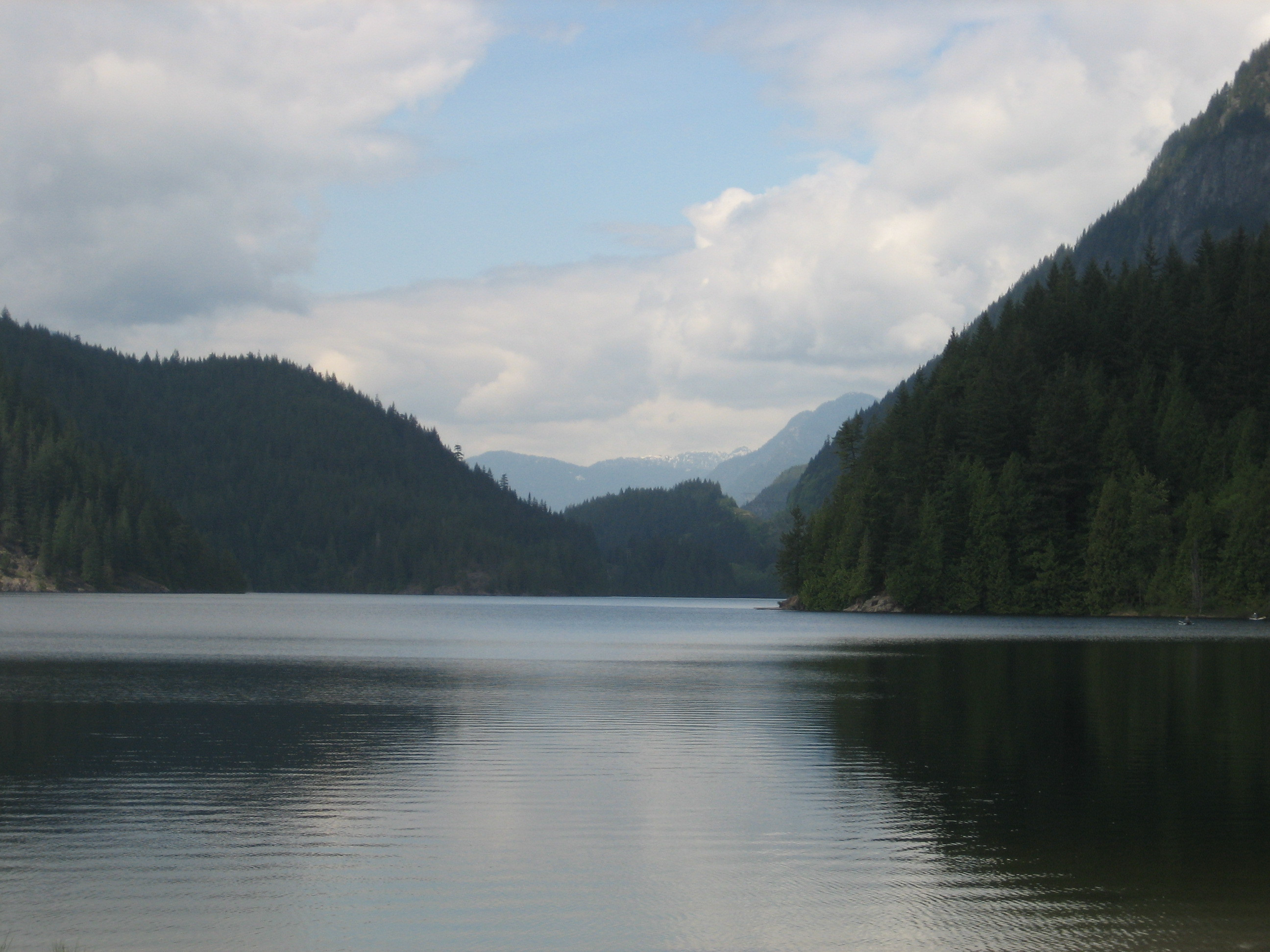
Натурные съёмки проводились в различных местах, включая озеро Бунцен в окрестностях Ванкувера.

Хотя автором сценария к эпизоду является Ким Ньютон, большой вклад при редактировании внёс Дэрин Морган. В связи с этим, в серии присутствует несколько отсылок к эпизодам, сценаристом которых выступил сам Морган. Например, собака Скалли по кличке Квиквег впервые появилась в эпизоде «Последний отдых Клайда Брукмана», хотя, по утверждению Фрэнка Спотница, пёс был включен в сценарий исключительно ради того, чтобы его «убить». Кроме того, в «Трясине» присутствует парочка наркоманов из эпизода «Война копрофагов». Есть в эпизоде и несколько шутливых отсылок к членам съёмочной группы и поп-культуре. Действие происходит в округе Милликан, названном в честь директора сериала по кастингу Рика Милликана, а взятое в аренду судно «Патрисия Рэй» носит имя матери Кима Мэннерса. Отличительной особенностью эпизода является весьма длинный по меркам сериала диалог между Малдером и Скалли, занявший в сценарии 10 страниц. Джиллиан Андерсон с восхищением отзывалась об этой сцене, в которой агенты смогли просто побыть вдали от внешнего мира и пофилософствовать на разные темы.
Натурные съёмки, которые занимают бо́льшую часть эпизода, велись возле трёх озёр, находящихся в Британской Колумбии. Возле озера Бунцен были отсняты сцены, происходящие в приозёрной местности. В окрестностях озера Питт были созданы сцены на лодочной станции и магазинчике Теда. Наконец, озеро Райс, являющееся частью Сеймурского заповедника, появляется в финальной сцене, когда из воды на несколько секунд выплывает монстр. Длинный диалог агентов после кораблекрушения был отснят в декорациях в одном из исследовательских институтов Британской Колумбии. Искусственный каменный островок, на самом деле сделанный из деревянных компонентов, поначалу был сработан неверно, и оторвался от креплений по мере заполнения водой резервуара, в котором он находился. Группе плотников пришлось трудиться целую ночь, чтобы качественно закрепить декорацию. Для съёмок финальной сцены продюсеры хотели протащить резиновое чучело Биг-Блу лодочным буксиром, но их не устроил результат. В итоге озерный монстр был целиком создан при помощи компьютерной графики.